# Bonarda
Bonarda är ett namn som tillämpas på flera olika druvor. I första hand pratar man om fyra olika: Bonarda Piemontese, Bonarda Novarese, Bonarda dell'Oltrepò Pavese och "Argentinsk" Bonarda.
Bonarda Piemontese odlas i Piemonte, runt Turin. Vinerna säljs även under lokala namn som Bonarda dell'Astigiano, Bonarda di Chieri, Bonarda di Gattinara eller Bonarda del Monferrato. Av Bonarda Piemontese görs ett lätt, fruktigt vin som gärna serveras svalt.
Croatina som odlas i Lombardiet runt Pavia, kallas lokalt Bonarda dell'Oltrepò Pavese. Av Croatina görs djupröda viner med mycket syra och kraftiga tanniner som därför ofta används som inblandning i andra viner.
Uva Rara kallas Bonarda Novarese i Novara (Lombardiet) och Vercelli (Piemonte). Druvan odlas i liten omfattning och blandas ofta med Nebbiolo för att ”runda av” Nebbiolos kraftiga tanniner.
I Argentina är ”Bonarda” den näst mest odlade blå kvalitetsdruvan efter landets karaktärsdruva Malbec. Druvan har sitt ursprung i Savoie, Frankrike där den är känd som Corbeau eller Douce Noir ("söt svart"). (Den druva som är känd i Italien som Dolce Nero ("söt svart") är Piemontes Dolcetto och det anses att översättningar av dessa två druvors namn har lett till det ofta citerade uttalandet att de är samma druva. Corbeau mognar dock mycket sent och gör kraftiga viner medan Dolcetto mognar tidigt och ger lätta fruktiga viner.)
I engelskspråkig litteratur påstås ofta att Argentinas Bonarda egentliga är Charbono men båda är olika kloner av Corbeau. Charbon odlas i små mängder i de centrala och norra delarna av Kalifornien, där den från gamla vinstockar kan producera viner av hög kvalité.